# Suède aux Jeux européens de 2015
La Suède était présente aux Jeux européens de 2015, la première édition des Jeux européens, organisée à Bakou, en Azerbaïdjan.

## Médailles
| Sport                   | Discipline              | Athlète(s)       | Performance | Date    |
| Médaille d'or : 1       |                         |                  |             |         |
| Lutte                   | Femmes - Moins de 55 kg | Sofia Mattsson   |             | 15 juin |
| Médailles d'argent : 3  |                         |                  |             |         |
| Boxe                    | Femmes - Moins de 75 kg | Anna Laurell     |             | 25 juin |
| Canoë-kayak             | Hommes - K1-200 metres  | Petter Menning   |             | 16 juin |
| Tir                     | Hommes - skeet          | Stefan Nilsson   |             | 22 juin |
| Médailles de bronze : 3 |                         |                  |             |         |
| Taekwondo               | Femmes - Moins de 57 kg | Nikita Glasnovic |             | 17 juin |
| Taekwondo               | Femmes - Moins de 67 kg | Elin Johansson   |             | 18 juin |
| Triathlon               | Femmes                  | Lisa Nordén      |             | 13 juin |